# Novembre 1803

## Événements
- États-Unis : au cabildo de La Nouvelle-Orléans, le gouverneur Juan Manuel de Salcedo et le marquis de Sebastián Calvo de la Puerta y O'Farrill, les représentants espagnols, transfèrent officiellement le Territoire de Louisiane au représentant français, le préfet Pierre-Clément de Laussat (20 jours plus tard, la France transfère la même terre aux États-Unis).

- 4 novembre : promulgation de la nouvelle Constitution de la République des Sept-Îles[1].

- 18 novembre : défaite française à la bataille de Vertières, scellant le sort de la colonie de Saint-Domingue[2]. Décimés par la fièvre jaune, les garnisons françaises se rendent au général noir Jean-Jacques Dessalines. Fin décembre, les derniers soldats français quittent l’île.

- 24 novembre, France : inauguration du pont des Arts à Paris.

- 29 novembre : victoire britannique sur les Marathes à la bataille d'Argaum[3].
- 24 novembre, Angleterre : Présentation officielle par Thomas Young de son expérience sur l’interférence de la lumière devant la Royal Society de Londres, mettant en évidence la nature ondulatoire de la lumière.

## Naissances
- 16 novembre :
  - Jean Pierre Louis Girardin (mort en 1884), chimiste français.
  - Rafael Pérez de Guzmán, matador espagnol († 14 avril 1838).
- 29 novembre : Christian Doppler, physicien autrichien († 17 mars 1853).
- 22 novembre : Giusto Bellavitis (mort en 1880), mathématicien et homme politique italien.
- 29 novembre : Christian Doppler (mort en 1853), mathématicien et physicien autrichien.